# Du lịch Nga

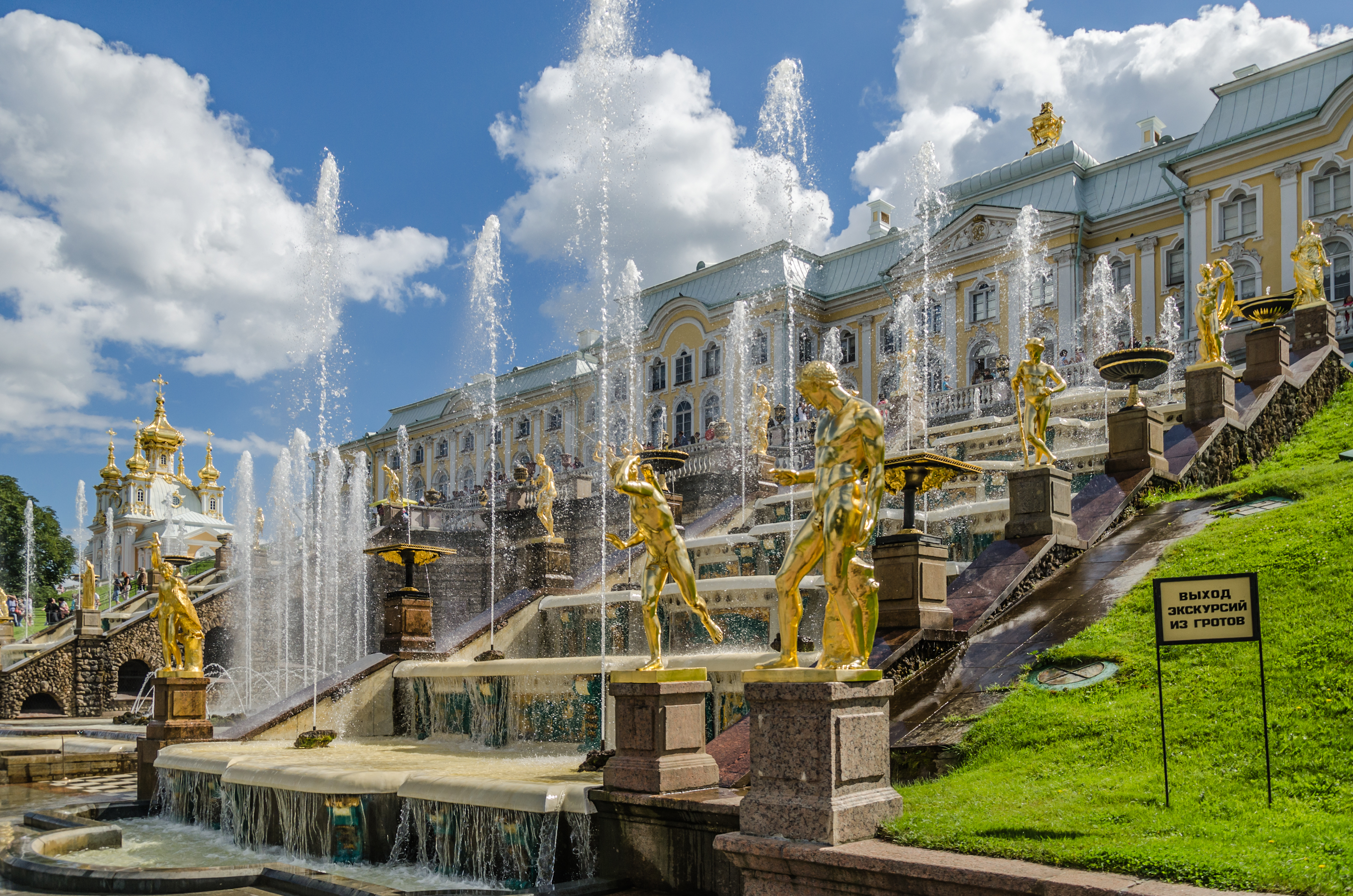
Cung điện mùa Hè (Peterhof)

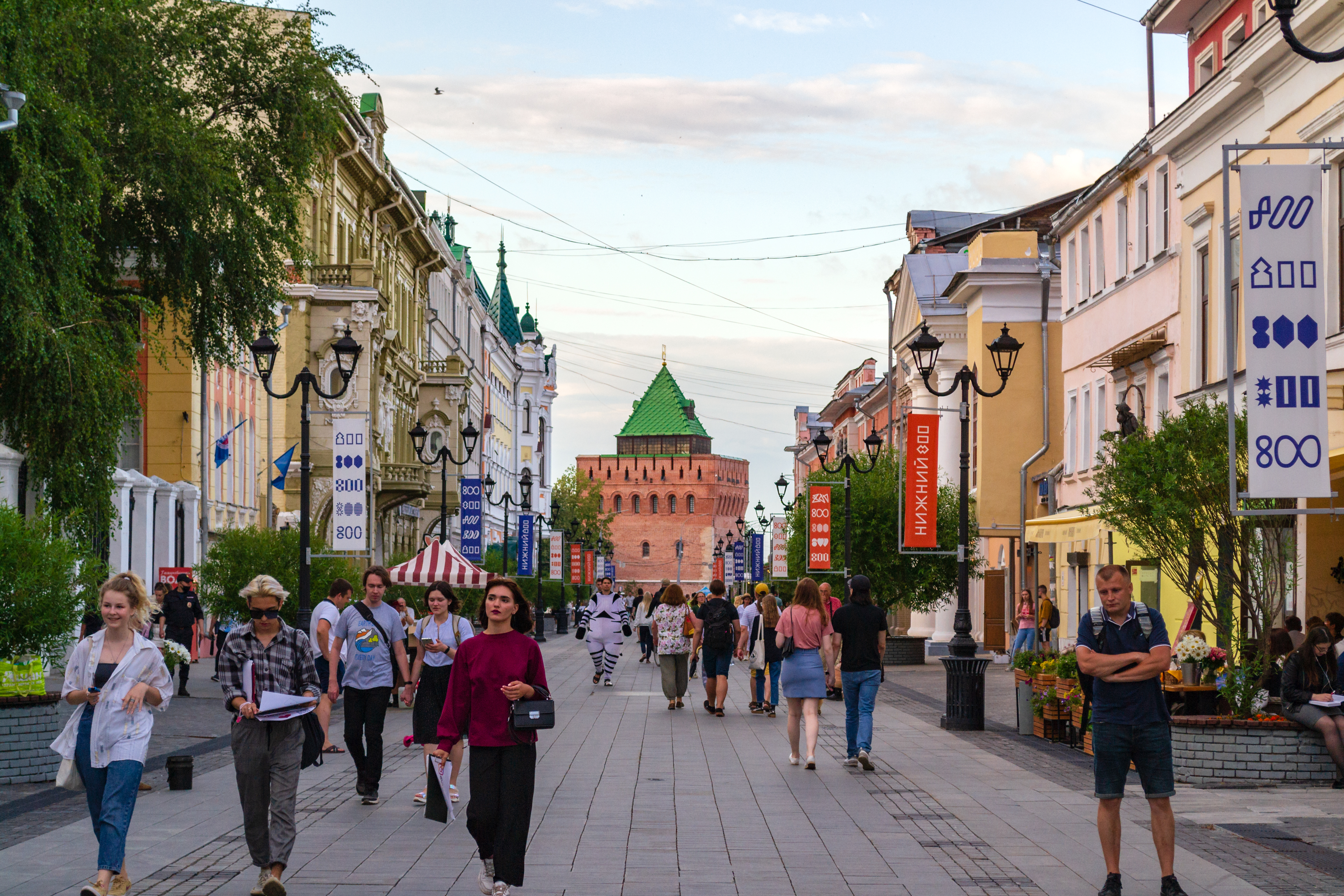
Một tuyến phố ở Moscow

Du lịch Nga đã chứng kiến sự phát triển nhanh chóng kể từ cuối thời Xô Viết, đầu tiên là du lịch nội địa và sau đó là du lịch quốc tế. Nước Nga với di sản văn hóa phong phú và sự đa dạng rộng lớn về tự nhiên khiến đất nước này trở thành một trong những điểm đến du lịch nổi tiếng nhất trên thế giới. Không tính Crimea, thì quốc gia này có 23 Di sản Thế giới được UNESCO công nhận, trong khi nhiều địa điểm khác nằm trong danh sách dự kiến của UNESCO. Các tuyến du lịch chính ở Nga bao gồm chuyến du lịch quanh Vành đai Vàng của các thành phố cổ, du ngoạn trên các con sông lớn bao gồm cả sông Volga và các chuyến hành trình dài trên Tuyến đường sắt xuyên Siberia. Các vùng miền và nền văn hóa dân tộc đa dạng của Nga cho ra các món ăn và những phần quà lưu niệm đa dạng, đồng thời thể hiện nhiều truyền thống khác nhau, bao gồm Maslenitsa của Nga, Tatar Sabantuy hoặc các nghi lễ của thầy cúng (Pháp sư Shaman) vùng Siberia.
Các điểm du lịch nổi tiếng ở Nga là Saint Petersburg (xuất hiện trong danh sách các thành phố được ghé thăm hàng đầu của châu Âu năm 2010) và thủ đô Moscow được công nhận là Thành phố Thế giới. Đã có thời điểm vào năm 2013, Nga đã đón 33 triệu lượt khách du lịch, khiến Nga trở thành quốc gia được du khách đến thăm nhiều thứ chín trên thế giới và đứng thứ bảy ở châu Âu. Năm 2013, với 27 triệu khách du lịch quốc tế đã đến Nga đã tạo ra 11,2 tỷ đô la Mỹ doanh thu du lịch quốc tế cho nước Nga. Tính chung cả du lịch nội địa và quốc tế, ngành du lịch đã trực tiếp đóng góp 860 tỷ RUB vào GDP của Nga và hỗ trợ tạo 966.500 việc làm trong nước. Sau khi Nga xâm lược Ukraine năm 2022, một số chính phủ, bao gồm Hoa Kỳ, Pháp, Vương quốc Anh, Úc và Canada đã đưa ra lời khuyên du lịch kêu gọi công dân của họ tránh du lịch đến Nga đây như là một cú giáng mạnh vào ngành du lịch Nga gây ảnh hưởng nặng nề.

## Tiềm năng

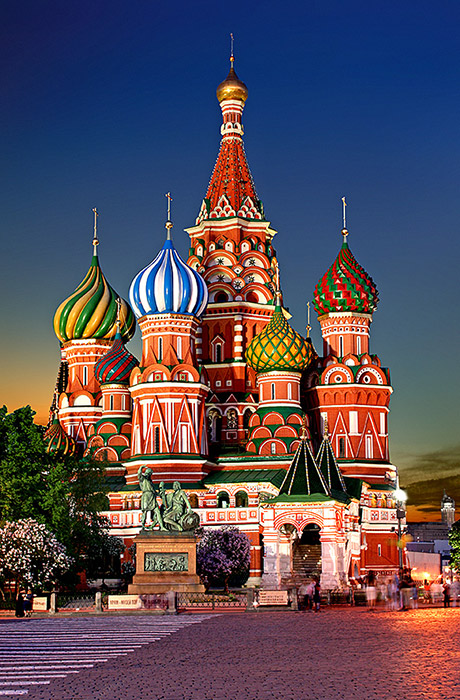
Nhà thờ thánh Basils

Nga là nơi có nhiều viện bảo tàng. Đáng chú ý nhất bao gồm Phòng trưng bày Tretyakov, Kremlin Armory và Bảo tàng Lịch sử Quốc gia ở Mátxcơva, Bảo tàng Hermitage và Bảo tàng Nga ở St Petersburg, Điện Kazan Kremlin ở Kazan. Nga có nhiều bảo tàng liên quan đến di sản văn học và âm nhạc cổ điển, chẳng hạn như Yasnaya Polyana gắn liền với Leo Tolstoy, Khu bảo tồn Bảo tàng Mikhaylovskoye gắn với cuộc đời và sự nghiệp của Alexander Pushkin, Bảo tàng Dostoyevsky, Bảo tàng-Tòa nhà Tchaikovsky. Căn hộ và Bảo tàng Rimsky-Korsakov, Bảo tàng Mikhail Glinka ở Mátxcơva, Bảo tàng Bất động sản Sergei Rachmaninoff ở Ivanovka thuộc vùng Tambov, Bảo tàng Căn hộ Alexander Scriabin ở Mátxcơva. Thậm chí Cộng hòa Sakha đã đề xuất sử dụng các trại lao động cưỡng bức trước đây làm điểm thu hút khách du lịch. Người Ba Lan thường đến thăm những nơi tội ác của Cộng sản, ví dụ như vụ thảm sát Katyn và quần đảo Solovetsky.
Các khu vực khác thú vị đối với khách du lịch bao gồm bán đảo Kamchatka với núi lửa, Karelia nơi có nhiều hồ và đá granite, bao gồm, Tyva với thảo nguyên hoang dã, Cộng hòa Adygea nơi có Núi Fisht, Cộng hòa Chechnya nơi có Hồ Kezenoyam. Một số khu nghỉ dưỡng tắm khoáng đã được thành lập trên khắp nước Nga qua các triều đại. Các khu vực nổi tiếng nhất là Kamchatka Krai, Altai Krai, Krasnodar Krai, Stavropol Krai, Bắc Kavkaz của Nga. Nga là một điểm đến cho du lịch chữa bệnh. Một yếu tố quan trọng khiến hình thức này tiếp tục phổ biến là đồng rúp tương đối yếu trong cuộc Khủng hoảng tài chính Nga (2014–2016), khiến ngành này phát triển nhanh chóng từ khoảng 110 nghìn khách du lịch vào năm 2017 đến khoảng 728 nghìn khách hàng trong 5 tháng đầu năm 2020. Du lịch tâm linh có hai loại chính là những cuộc hành hương, như một chuyến du lịch được thực hiện vì mục đích tôn giáo hoặc tâm linh và chiêm ngưỡng các di tích và đồ tạo tác tôn giáo, như một loại hình tham quan, nhưng hình thức này tương đối không đáng kể đối với ngành du lịch Nga, với số lượng khoảng 100 nghìn khách hành hương hàng năm.

## Hạ tầng

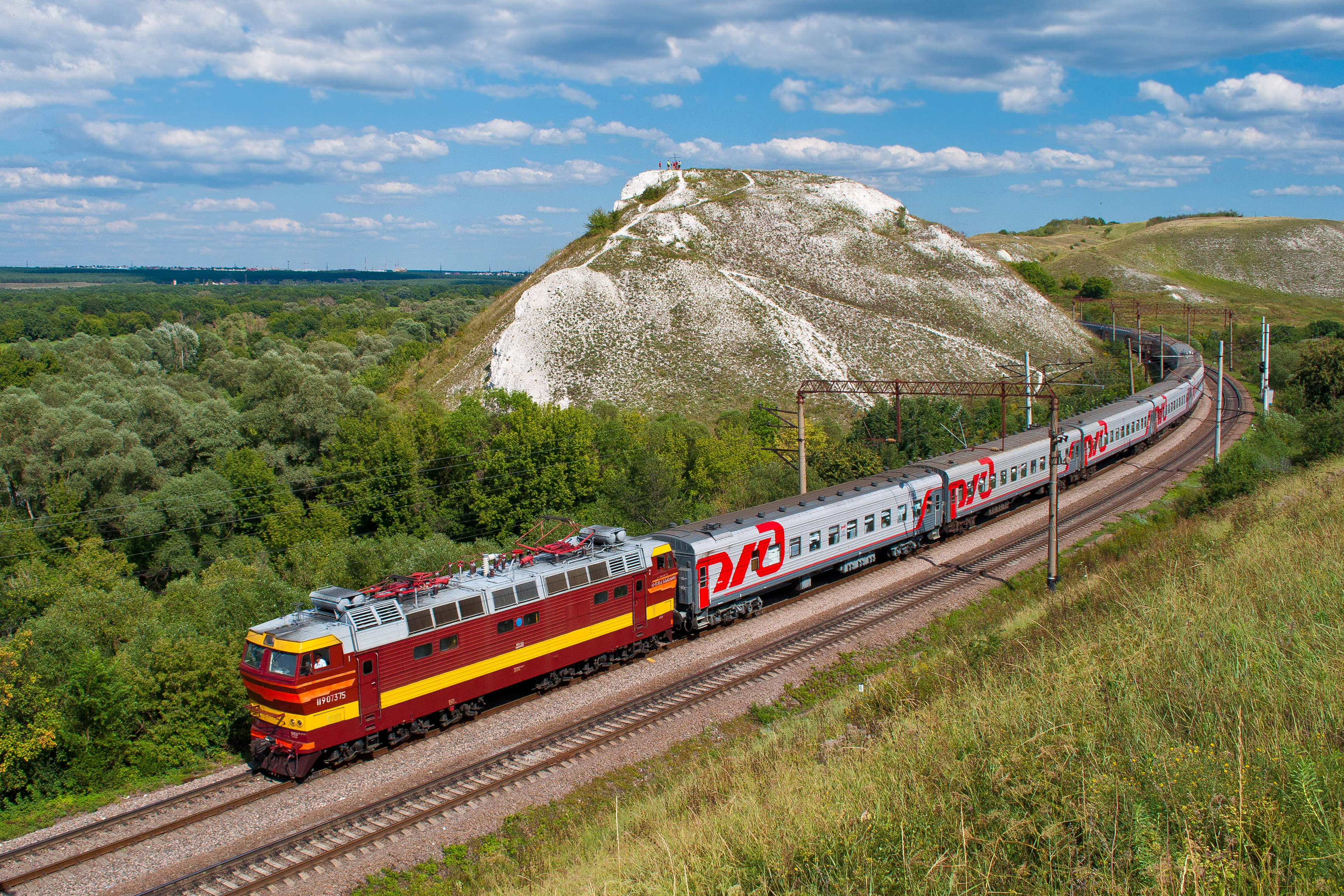
Một đoàn tàu hỏa ở Nga

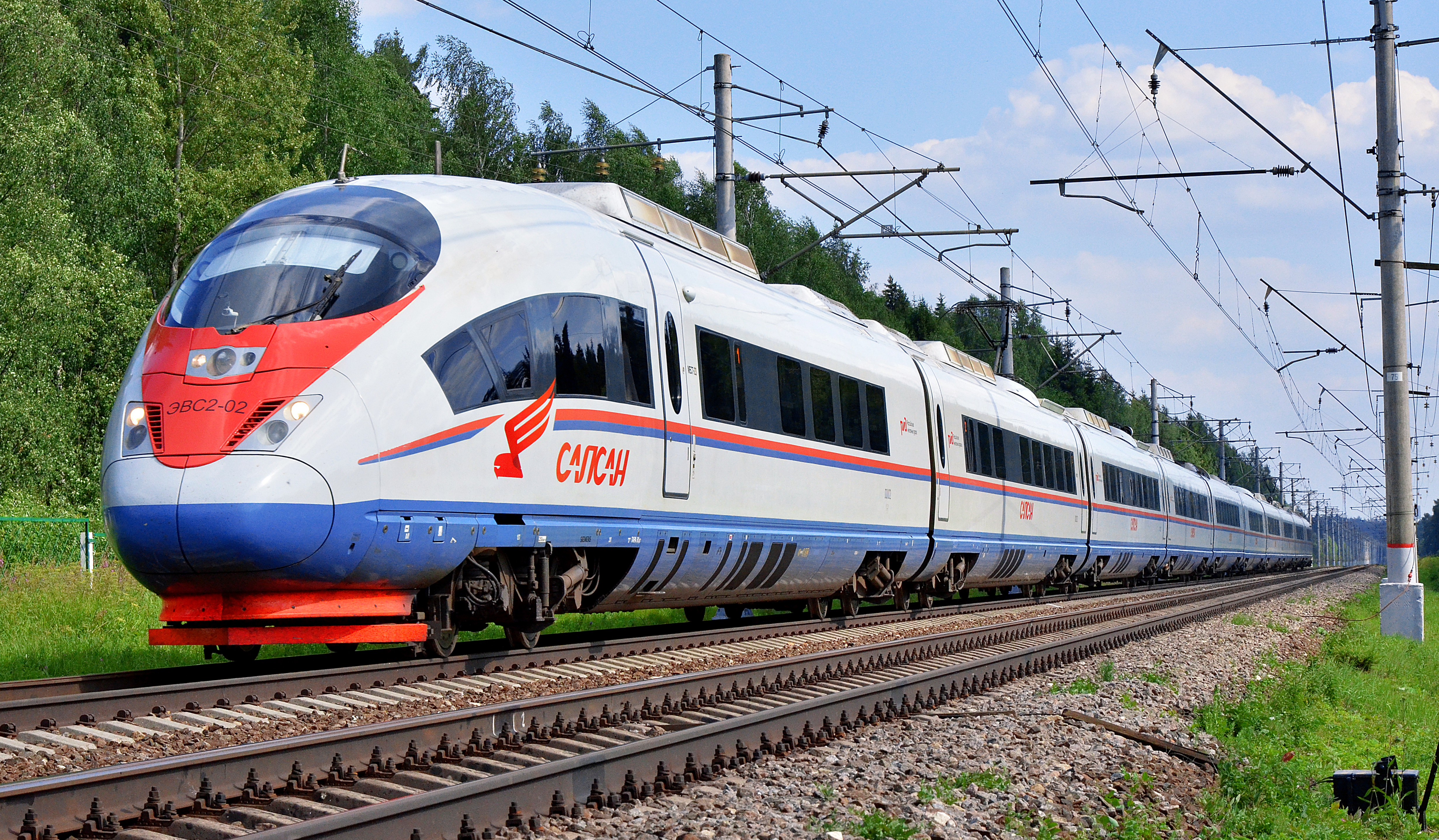
Tàu cao tốc

Các tuyến đường quốc lộ chính được gọi là đường cao tốc liên bang, hầu hết các đường cao tốc đều miễn phí, tuy nhiên gần đây đã mở một số tuyến đường người ta đã thu phí. Những con đường thông thường ở các thành phố nhỏ hơn của Nga và ở vùng nông thôn có thể ở trong tình trạng tồi tệ, vào mùa lạnh thì trên đường đóng băng và có nguy cơ phải thay lốp xe. Các thành phố của Nga có hệ thống tàu điện ngầm bao gồm Tàu điện ngầm Moscow, Tàu điện ngầm St Petersburg, Tàu điện ngầm Nizhny Novgorod, Tàu điện ngầm Novosibirsk, Tàu điện ngầm Samara, Tàu điện ngầm Yekaterinburg, Kazan. Theo khuyến nghị du lịch của chính phủ Vương quốc Anh thì hầu hết các chuyến thăm tới Nga đều không gặp rắc rối, nhưng tội phạm lẻ tẻ vẫn xảy ra. Theo Bộ Nội vụ Nga có gần 20.000 người ở Nga đã thiệt mạng do phạm tội từ tháng 1 đến tháng 10 năm 2021. Vì lý do an ninh, các phòng vé của Nga chỉ bán vé tàu hỏa, vé máy bay và vé xe khách nếu du khách xuất trình hộ chiếu.
Do cuộc xâm lược Ukraine năm 2022 của Nga, không phận của Liên minh Châu Âu, Thụy Sĩ, Vương quốc Anh, Canada, Hoa Kỳ và một số quốc gia phương Tây khác đã bị đóng đối với tất cả các máy bay và chuyến bay của Nga. Ngoài ra, một số hãng hàng không đã hủy các chuyến bay vào và ra khỏi Nga. Đồng thời, không phận xung quanh miền nam nước Nga bị hạn chế và một số sân bay trong khu vực đã đóng cửa. Các sân bay quốc tế bận rộn nhất của Nga nằm gần Moscow, St Petersburg, Volgograd, Kazan, Krasnodar, Sochi và Vladivostok. Những sân bay ở Moscow và Saint Petersburg trước cuộc xâm lược đã được sử dụng cho các chuyến bay trực tiếp từ hầu hết các thủ đô châu Âu và Moscow cũng có các chuyến bay trực tiếp từ nhiều thành phố ở Đông Á, Nam Á, Châu Phi, Trung Đông và Bắc Mỹ. Các quốc gia không có chuyến bay trực tiếp đến Nga bao gồm Úc, Canada và Ukraine.
Công ty nhà nước Đường sắt Nga (viết tắt là РЖД) điều hành hầu hết các dịch vụ đường sắt trên toàn quốc và rất quan trọng đối với vận tải đường sắt ở Nga. Đường sắt cao tốc được thiết lập giữa Moscow và St Petersburg, giữa Moscow và Nizhny Novgorod và giữa St Petersburg và Helsinki (Phần Lan). Phần Châu Âu của Nga và Viễn Đông của Nga được kết nối bằng hệ thống đường sắt thông qua Đường sắt xuyên Siberia. Một chuyến tàu từ Moscow đến Vladivostok mất khoảng 6 ngày. Nga sử dụng khổ đường ray có diện tích 1.524mm (5 ft), cũng giống như tất cả các nước cộng hòa thuộc Liên Xô cũ (các nước SNG như Estonia, Latvia, Litva, Belarus, Ukraina, Gruzia, Armenia, Azerbaijan, Kazakhstan, Turkmenistan, Tajikistan, Uzbekistan, Kyrgyzstan), cùng với Mông Cổ và thực tế giống với khổ đường sắt của Phần Lan. Các chuyến tàu đi qua biên giới giữa Nga (Belarus, Ukraina) và các quốc gia thành viên EU (ngoại trừ các quốc gia vùng Baltic và Phần Lan) hoặc giữa Nga và Trung Quốc, dừng tại các điểm giao cắt đặc biệt, nơi mỗi toa tàu được nâng lên để thay đổi giá chuyển hướng. Các chuyến tàu vẫn ở các điểm giao nhau trong tối đa tới 2 giờ.

## Hình ảnh

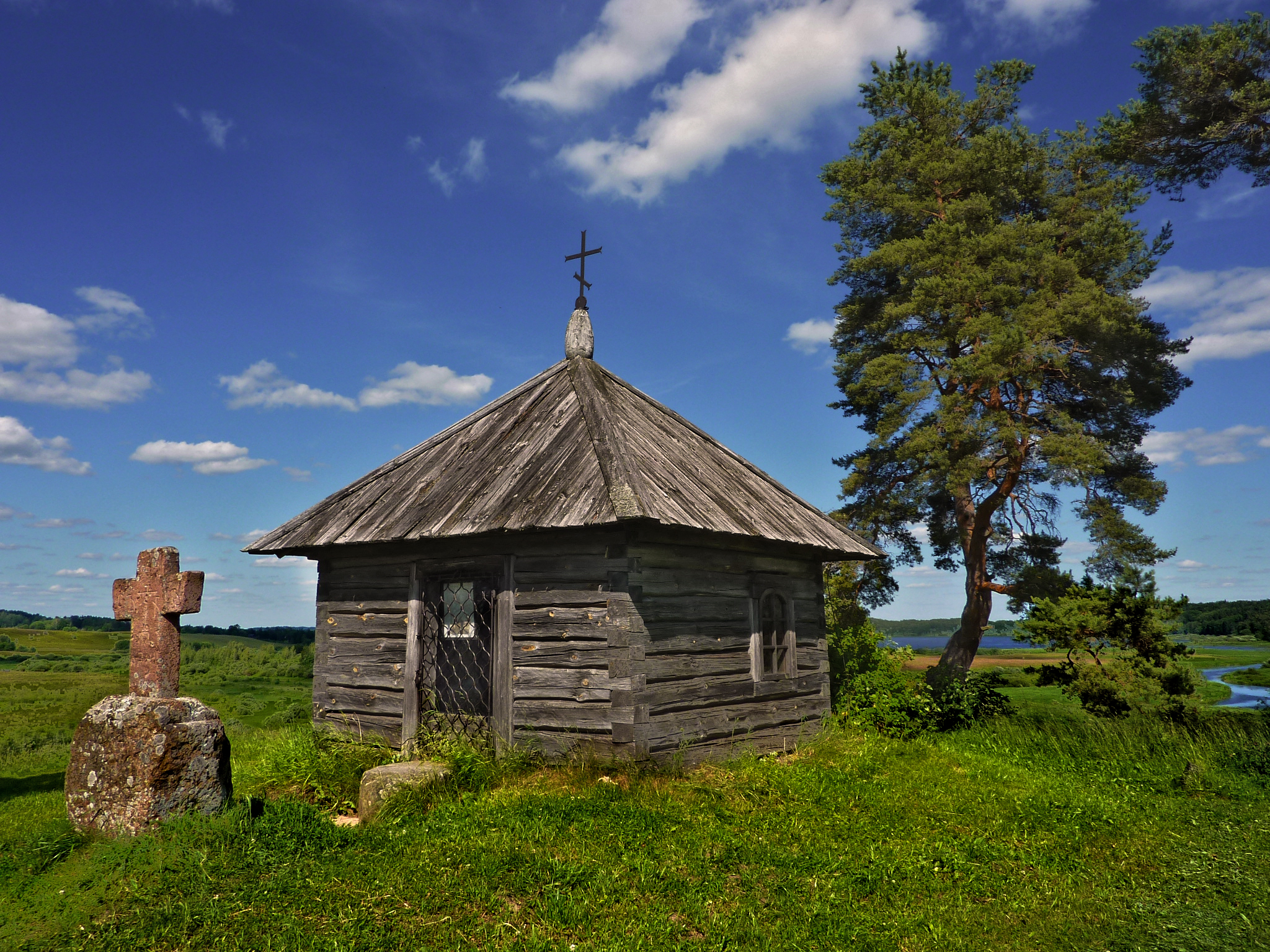
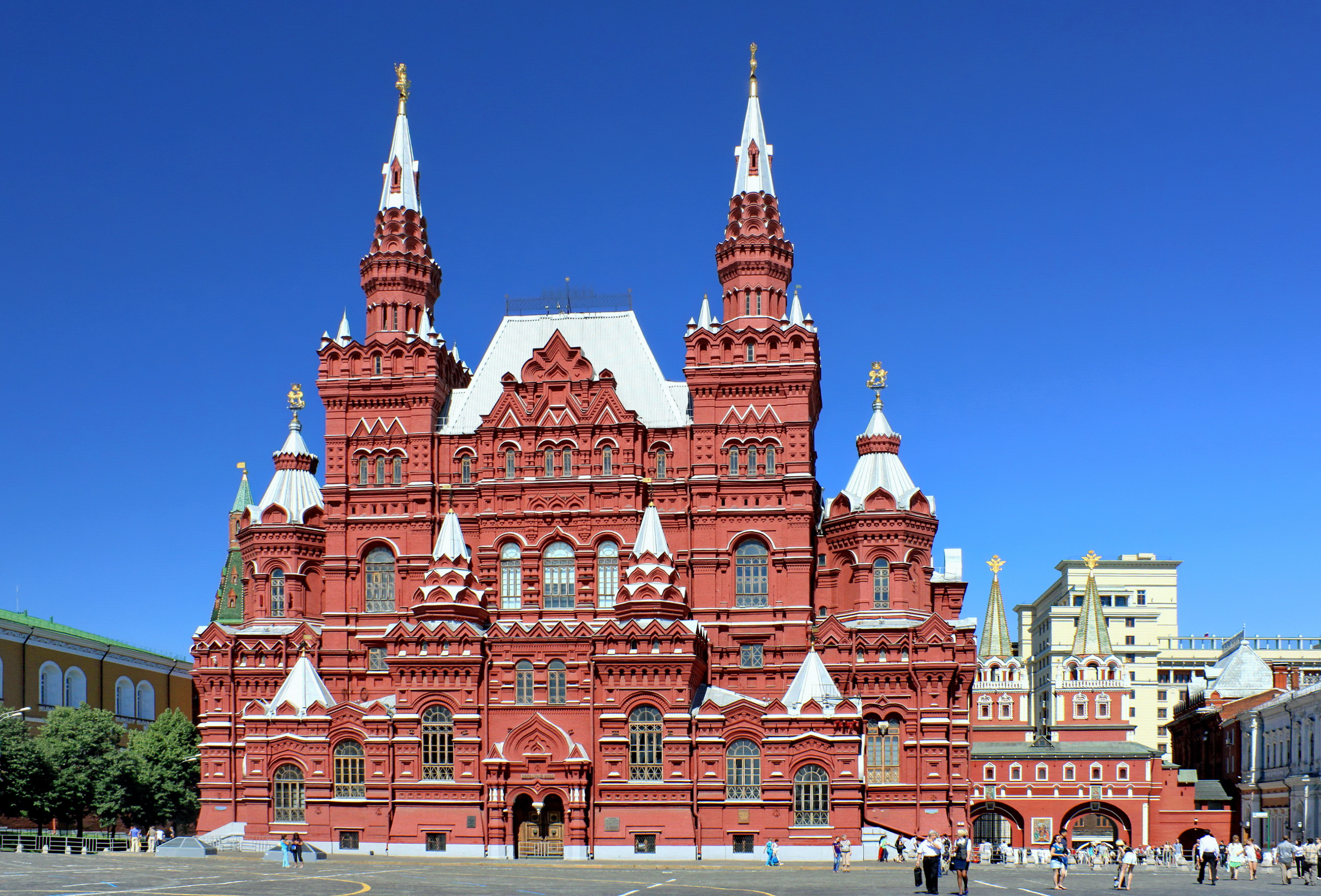
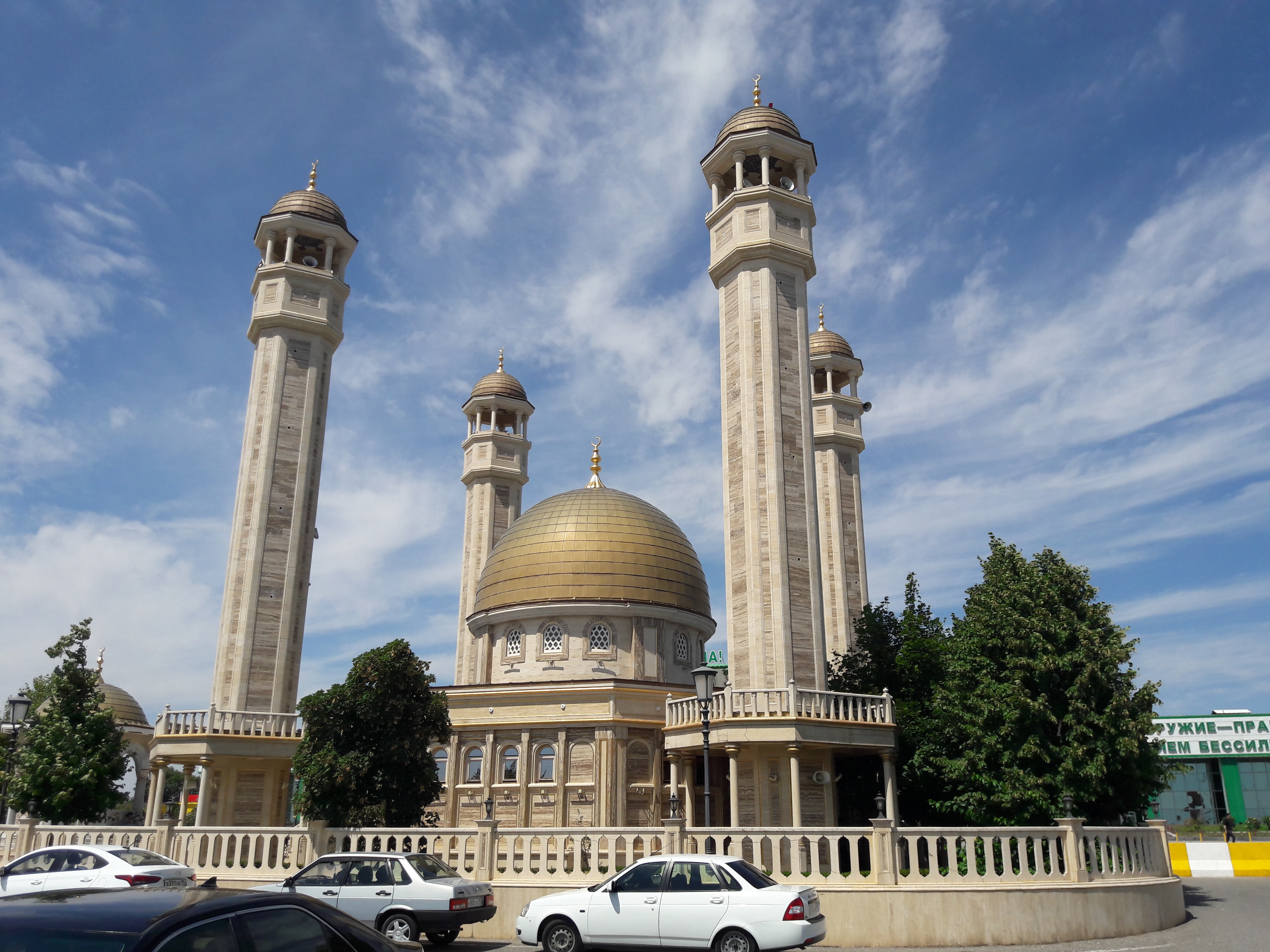
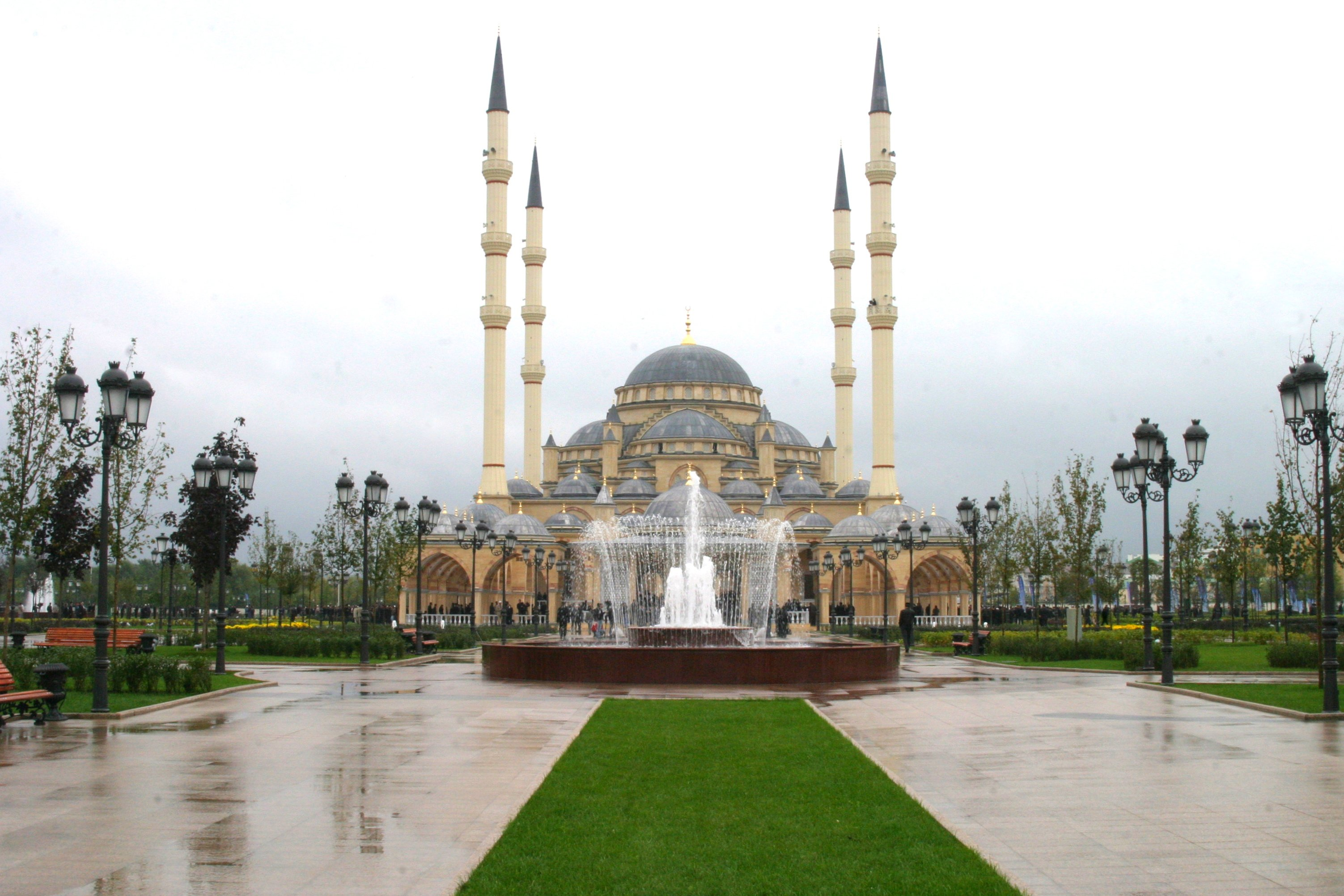
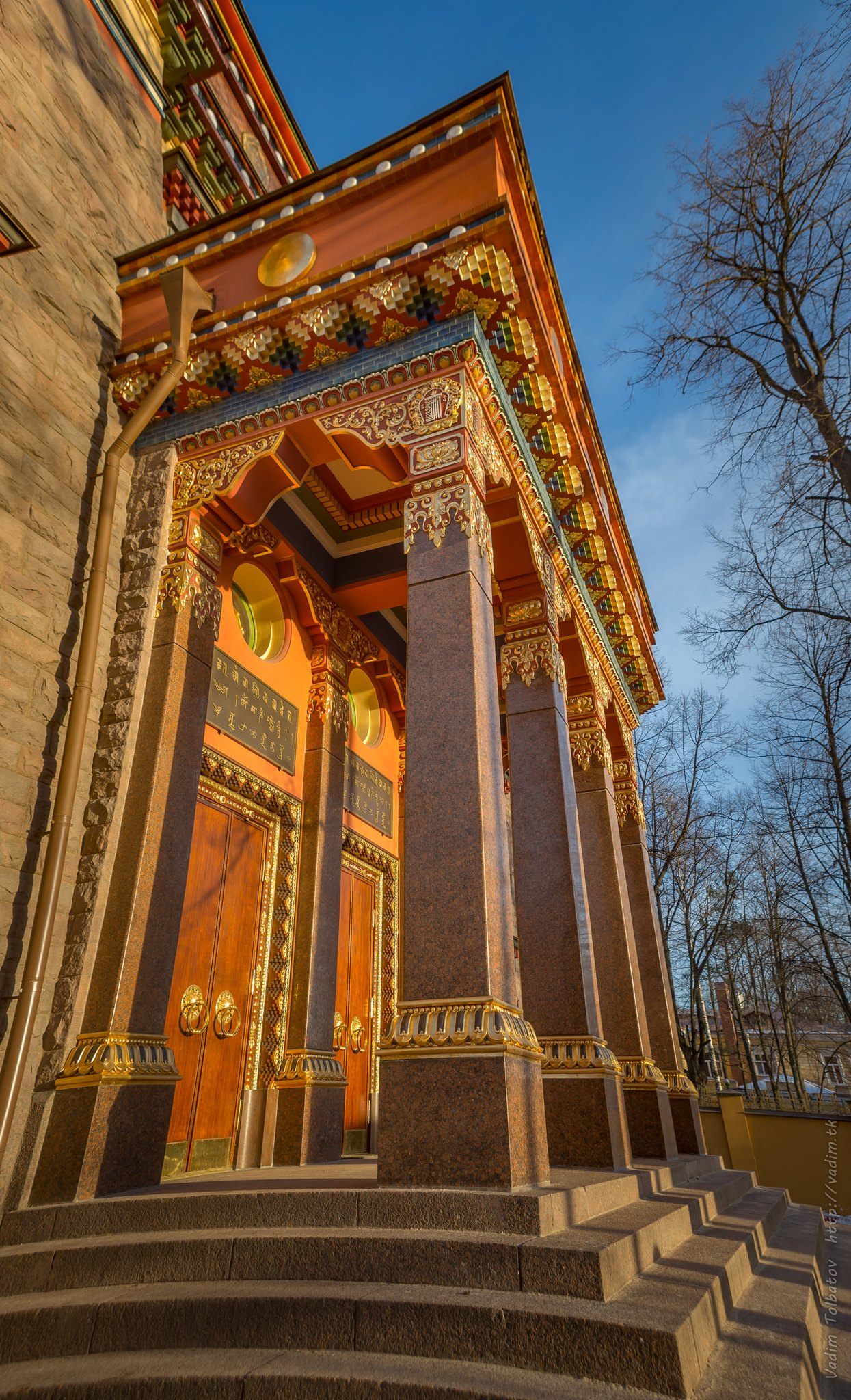
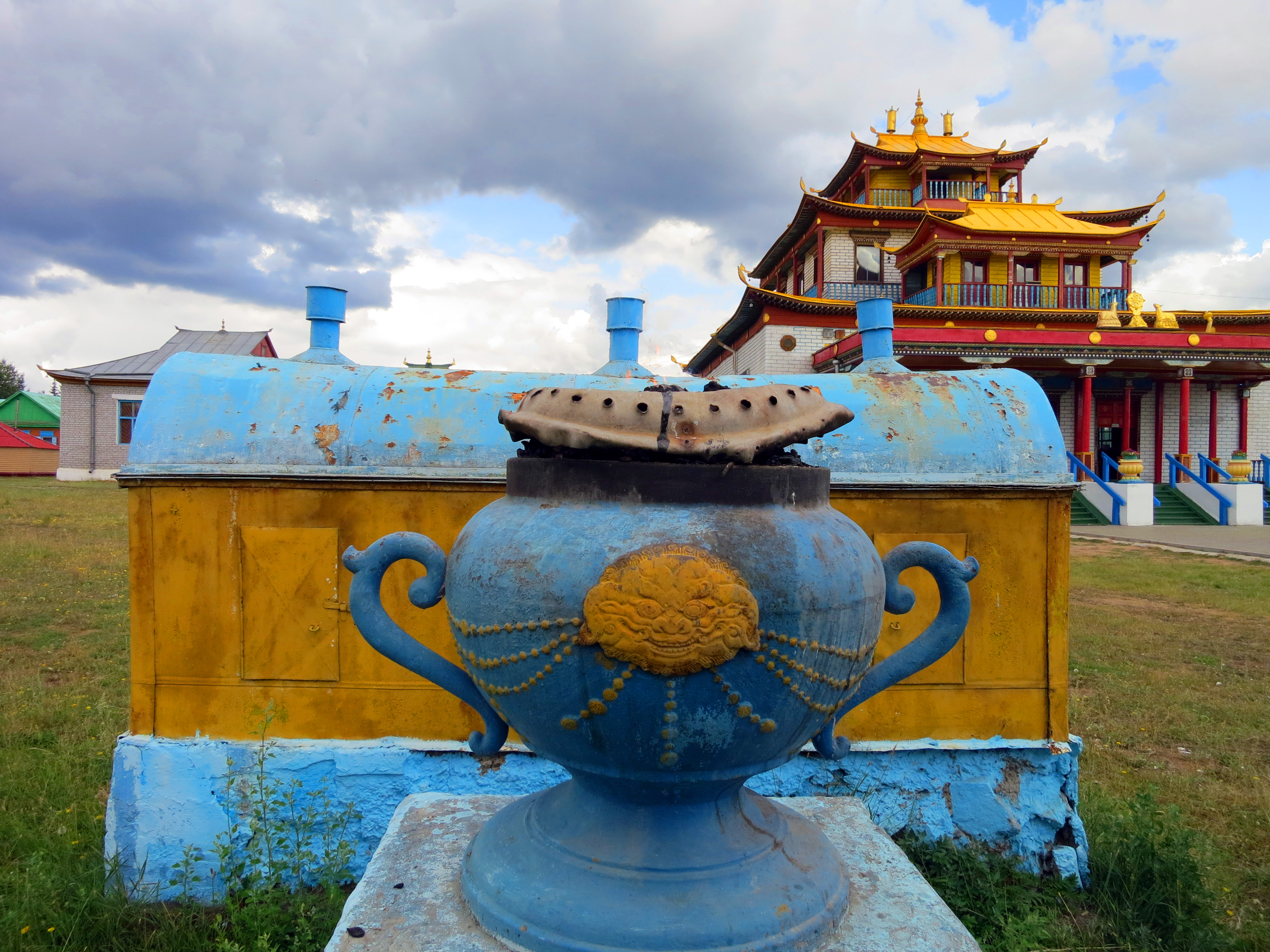
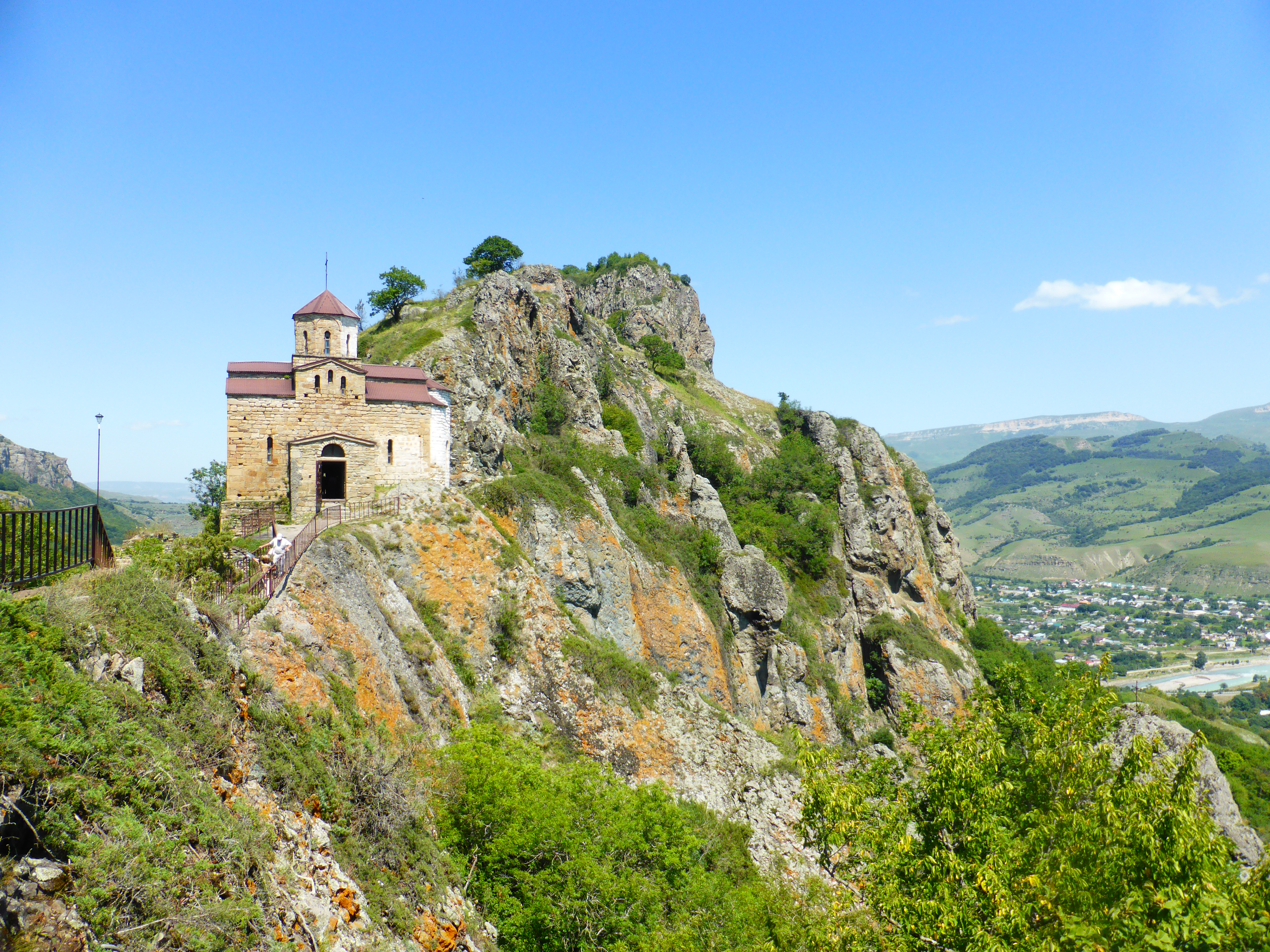
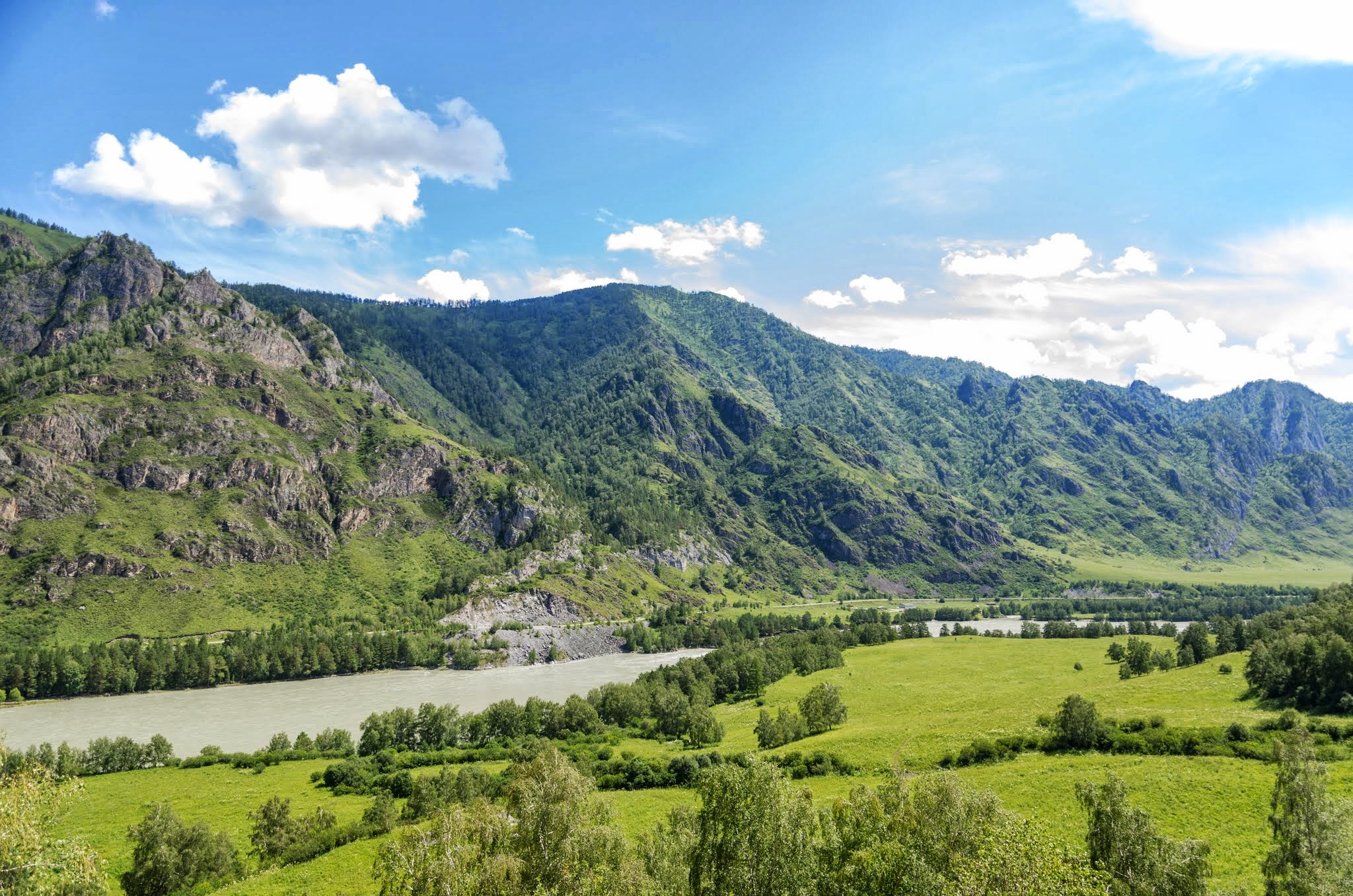
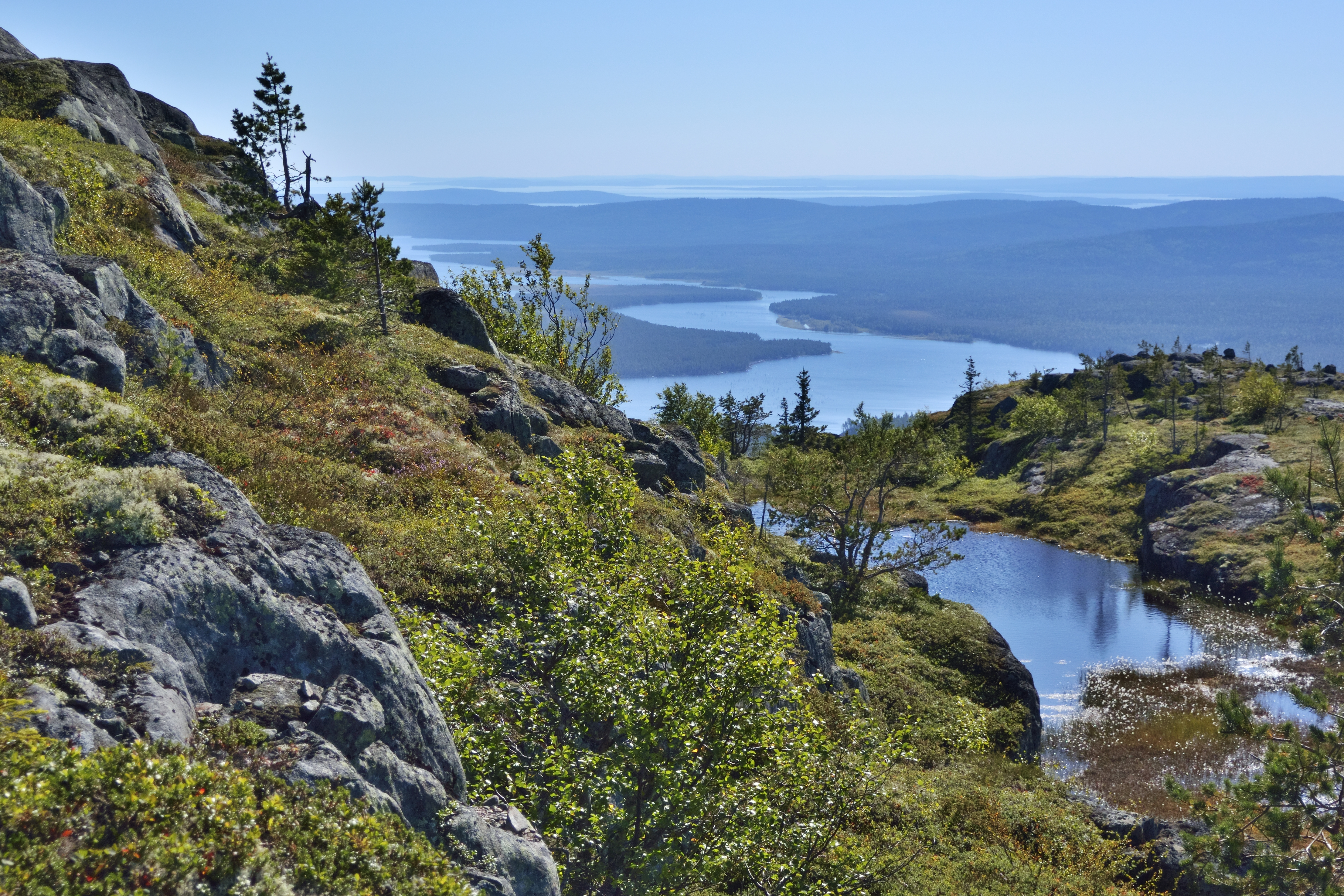
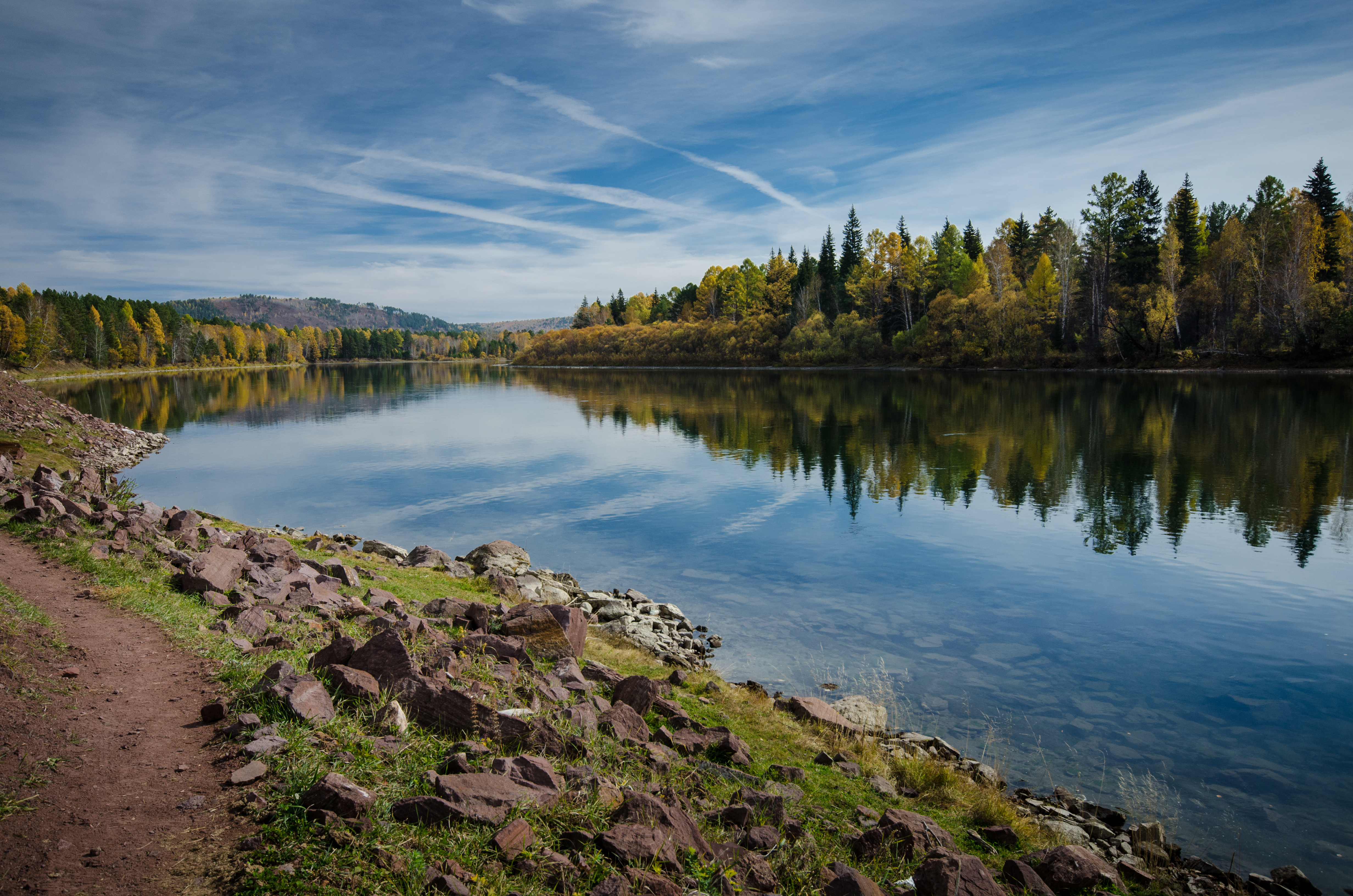
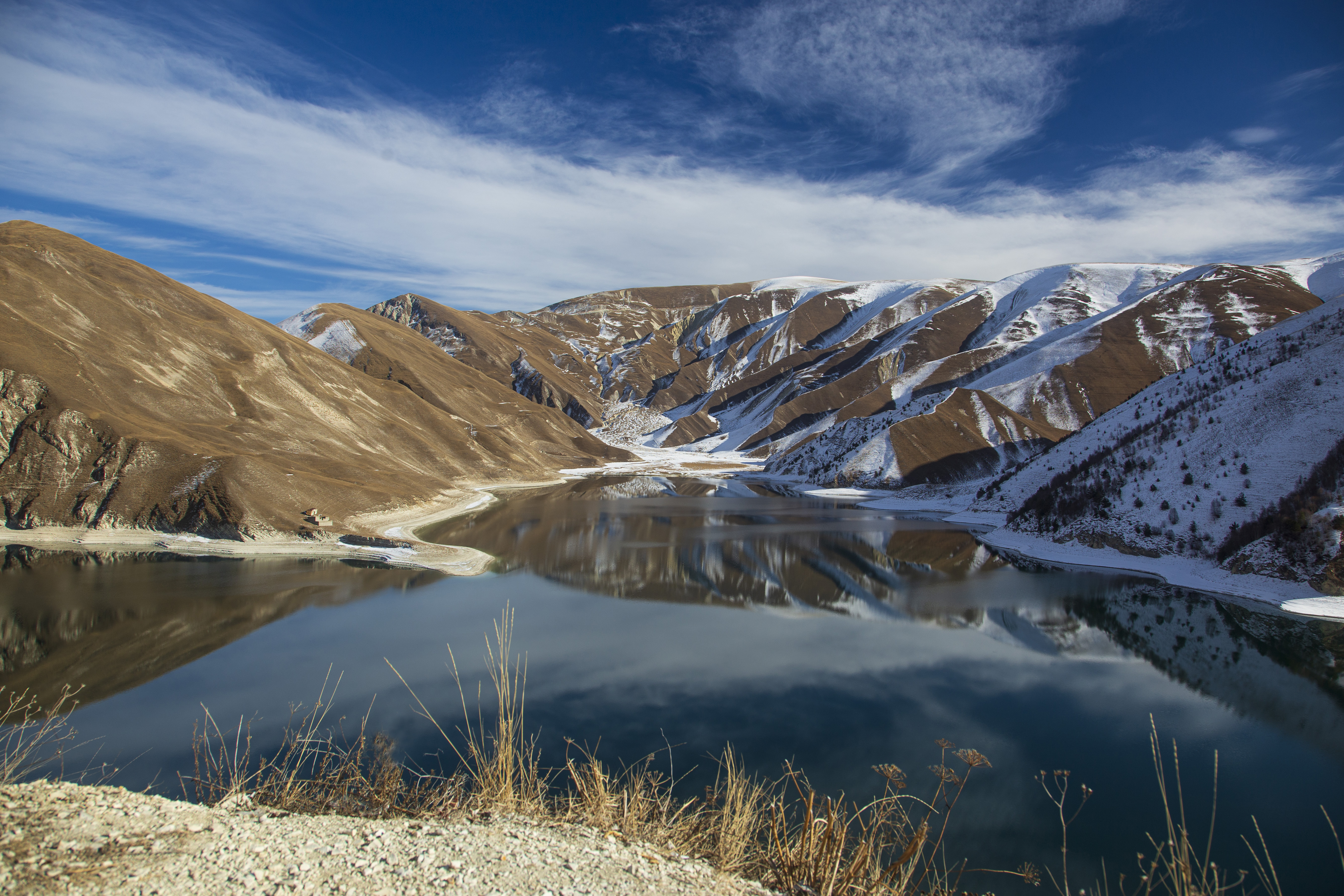
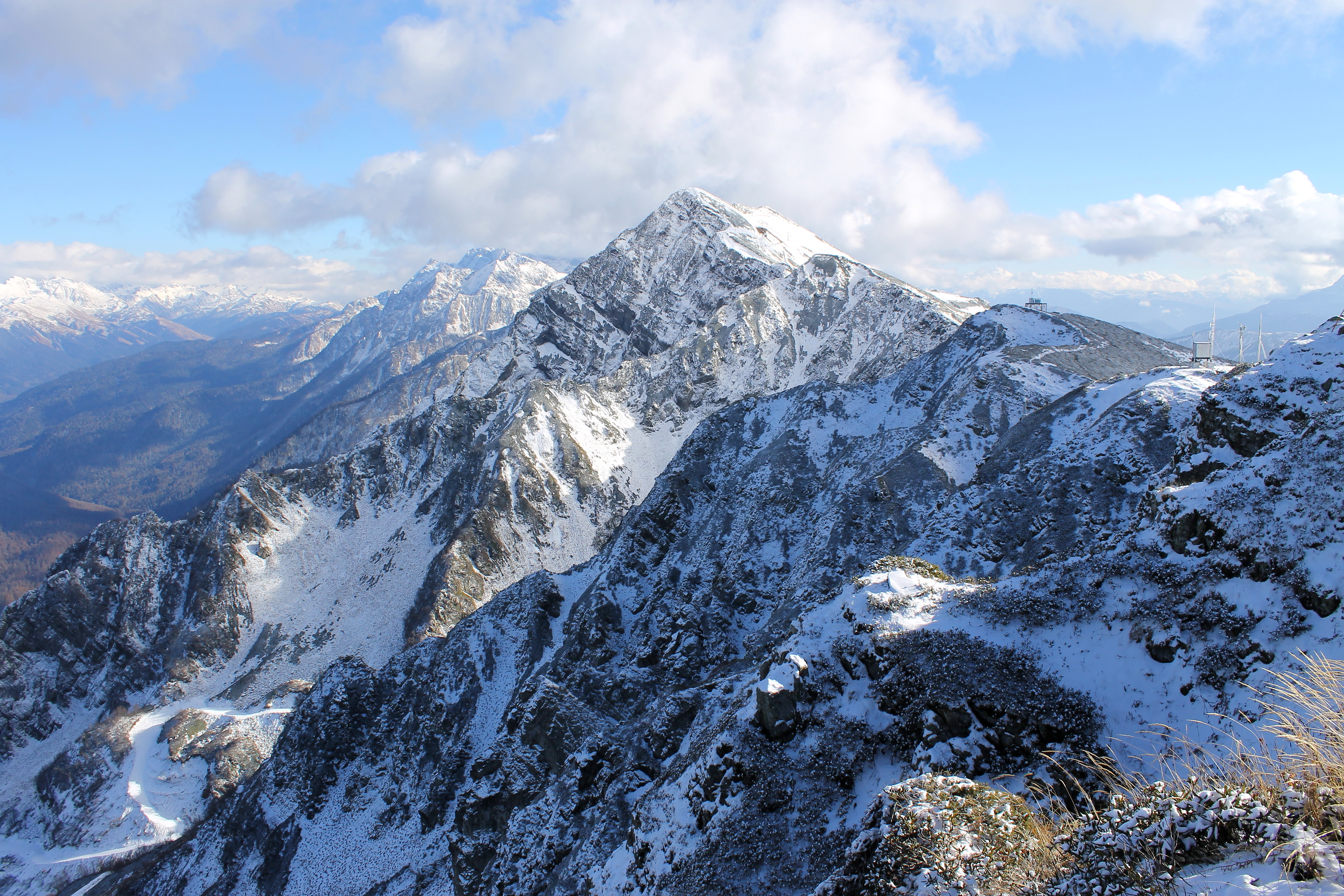
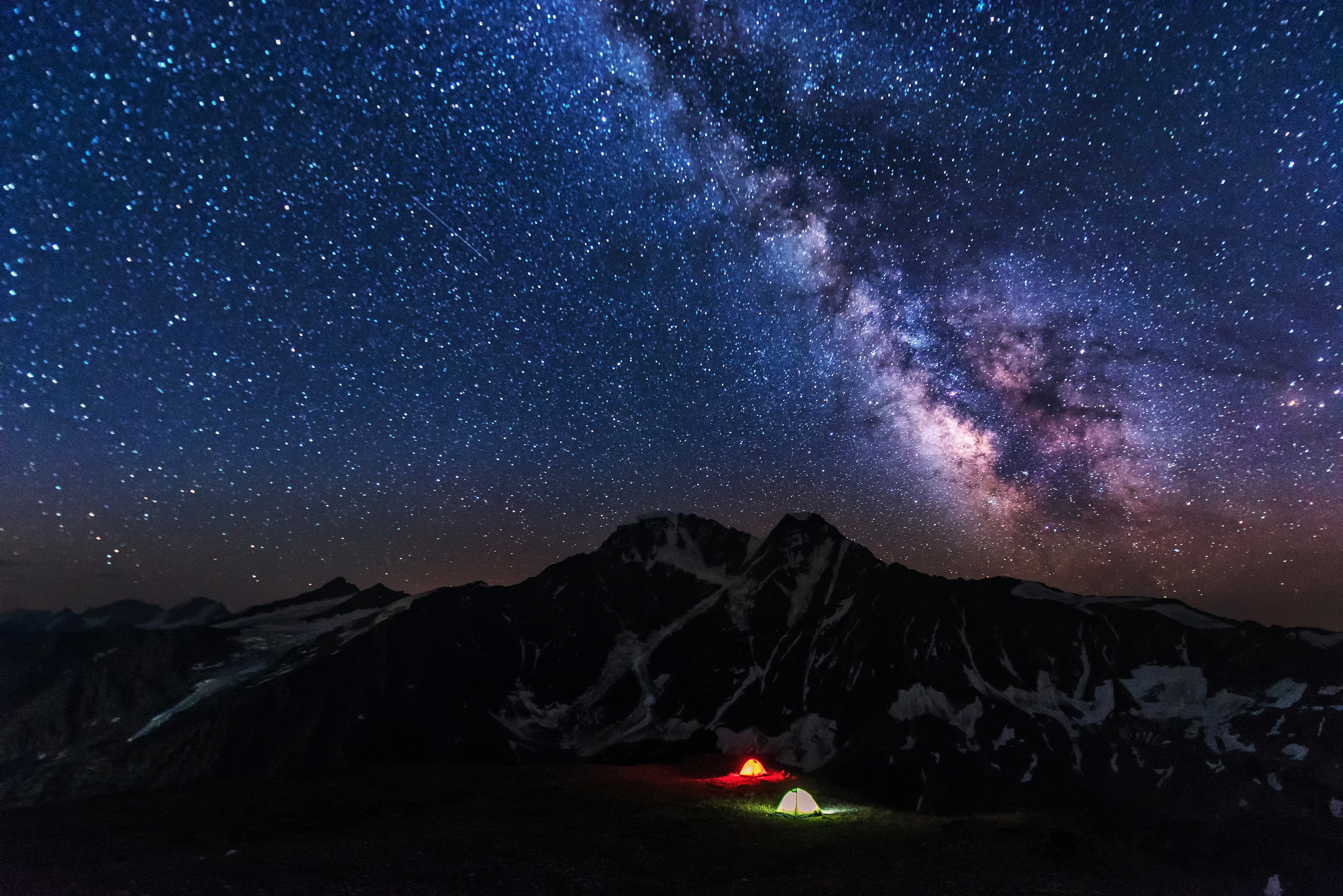
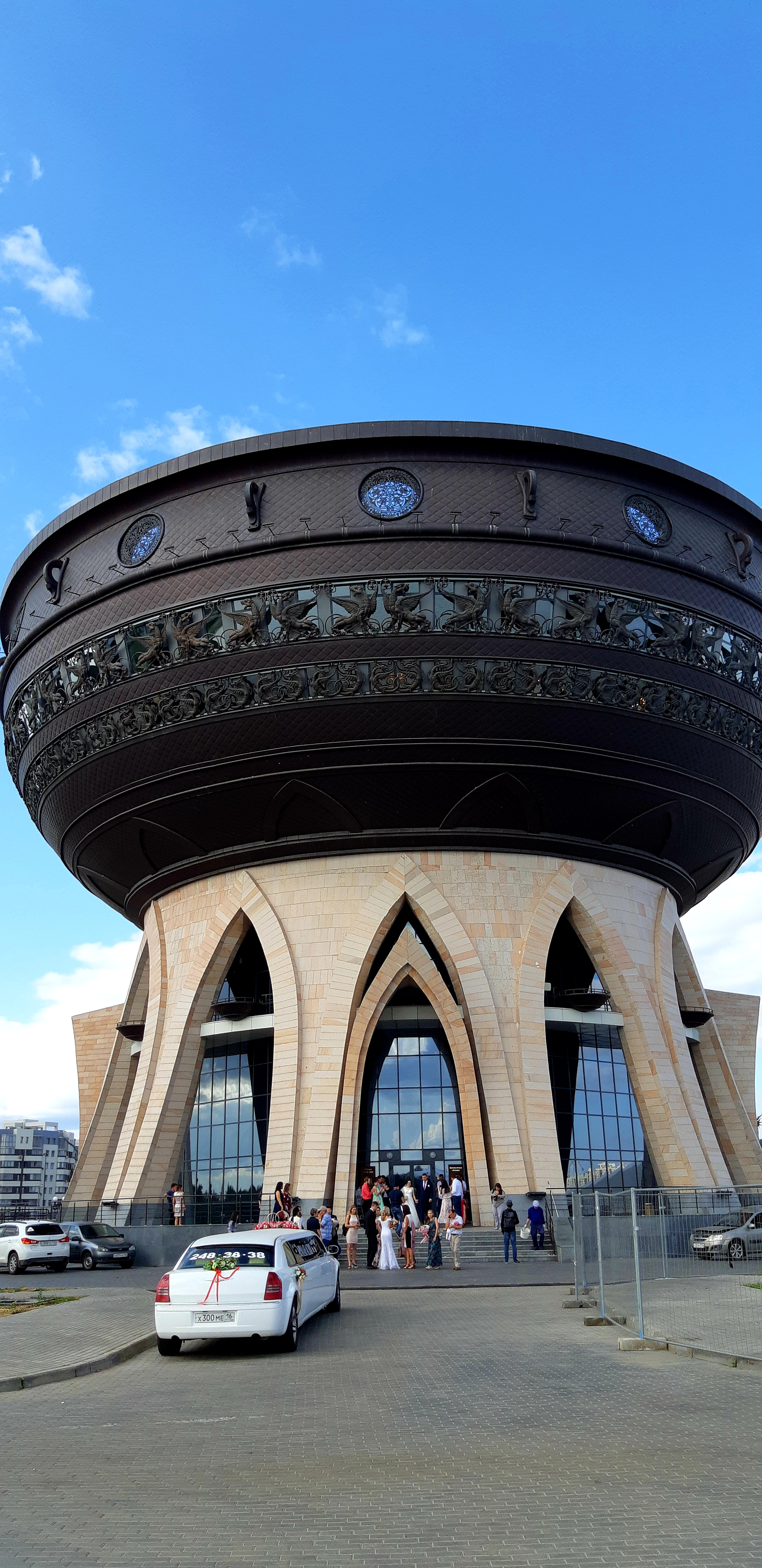
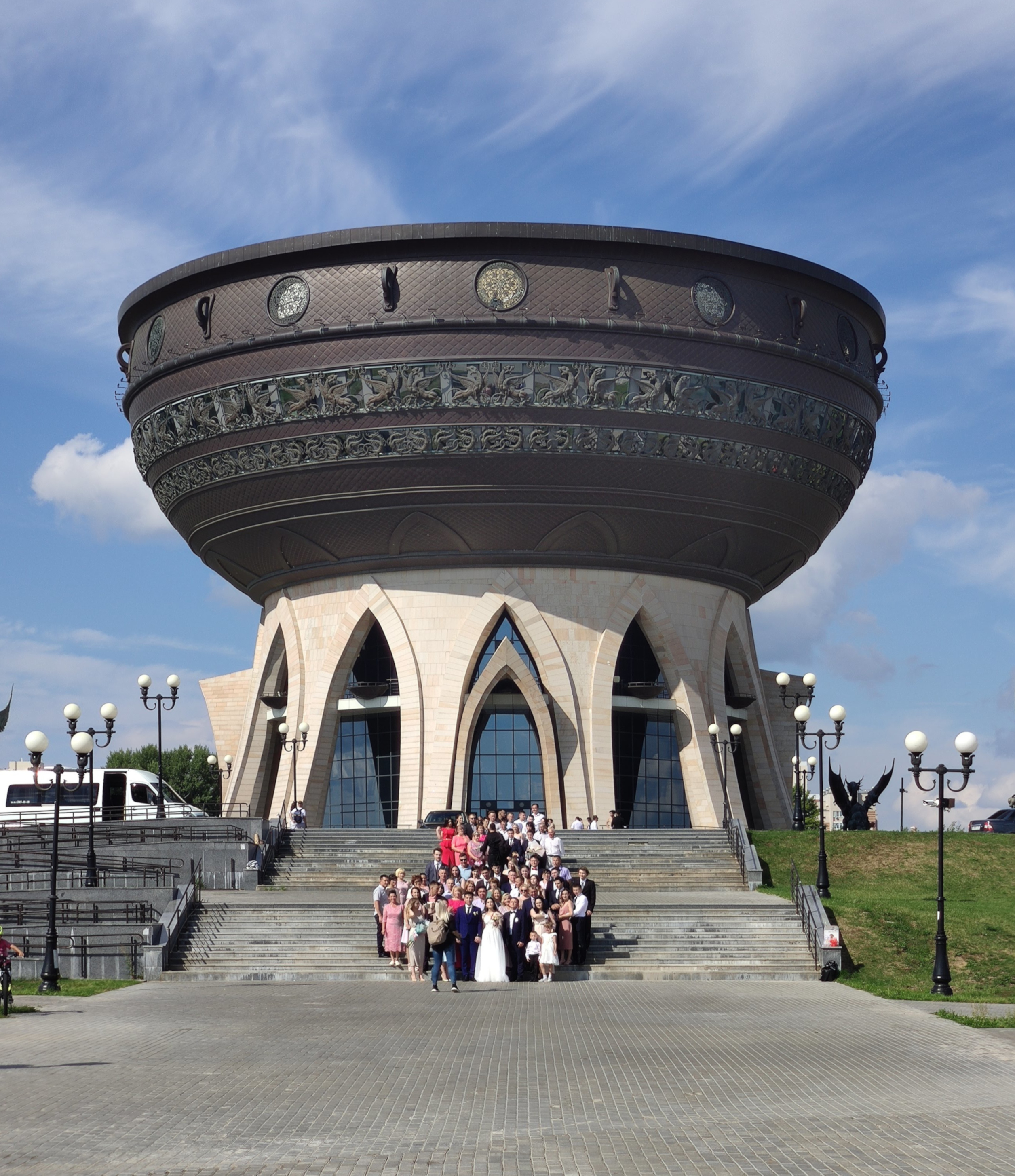
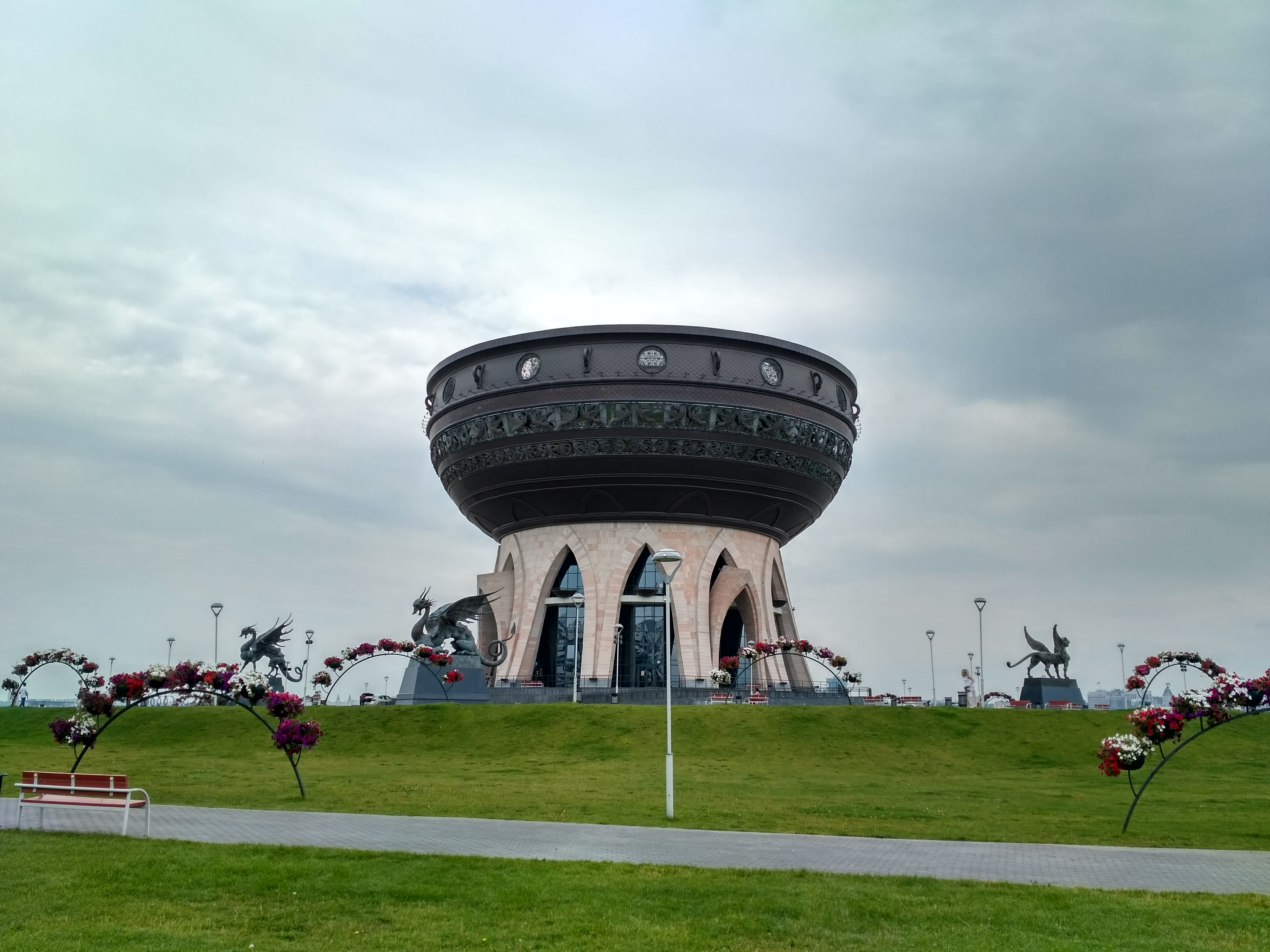
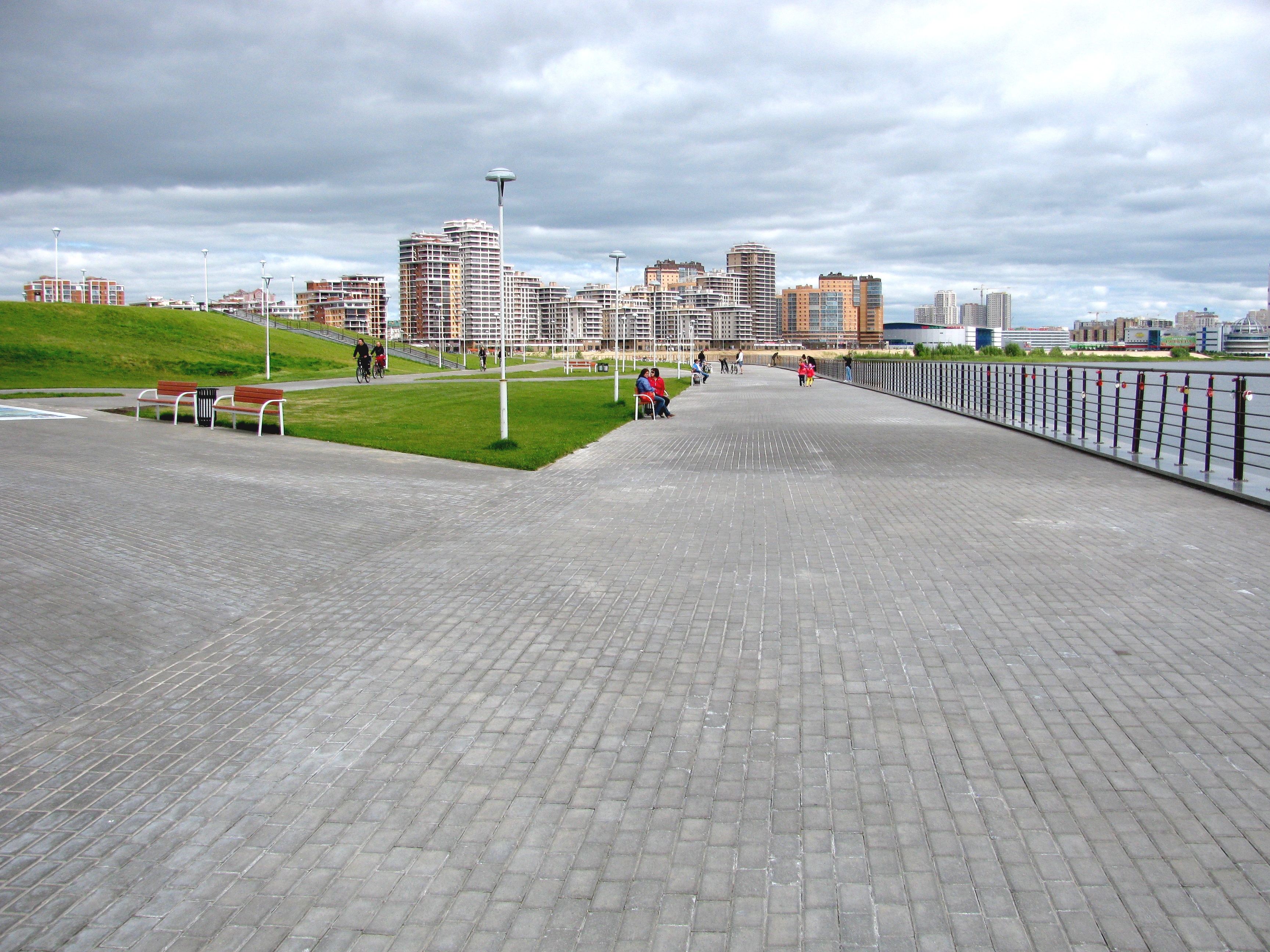
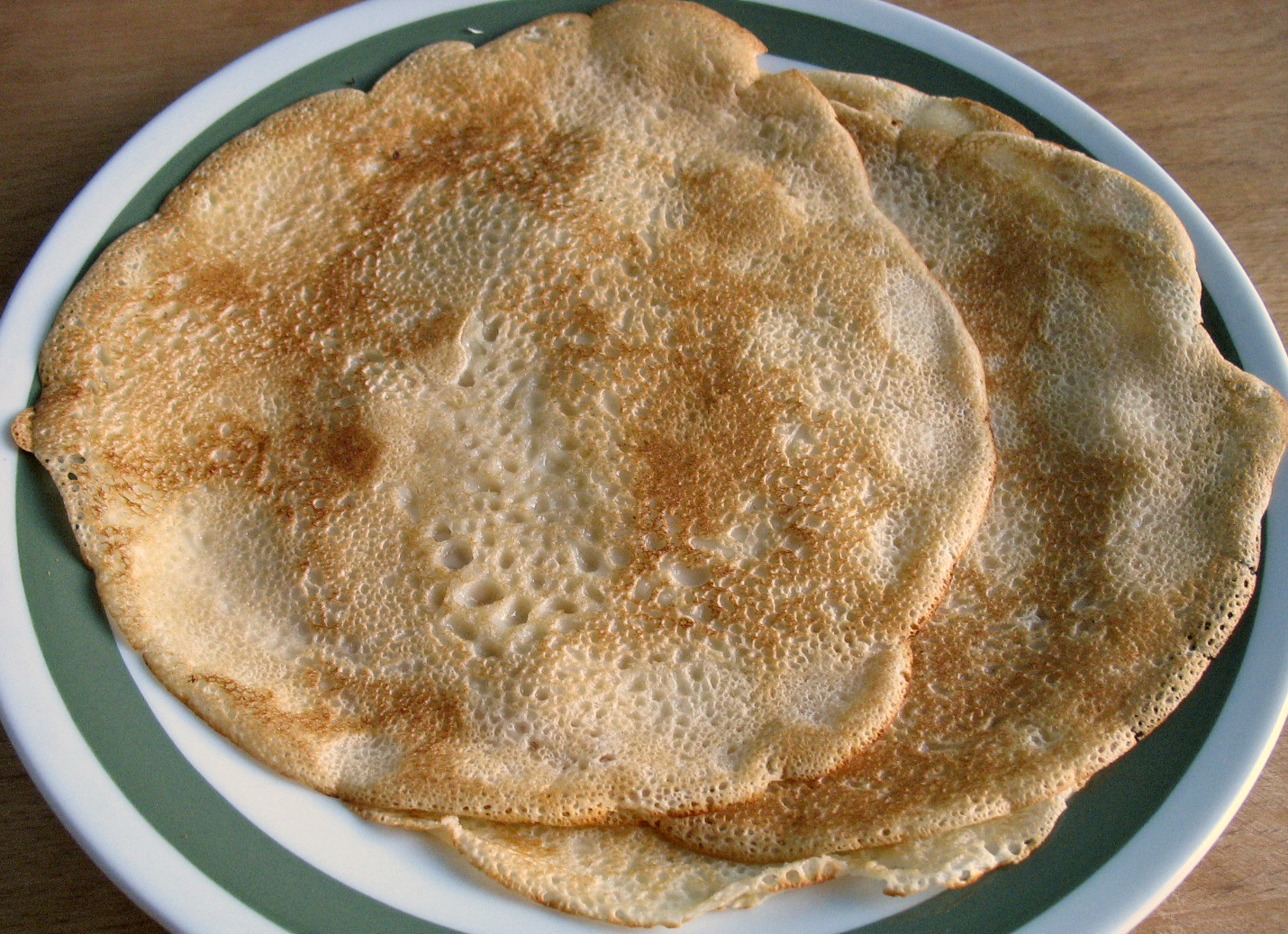
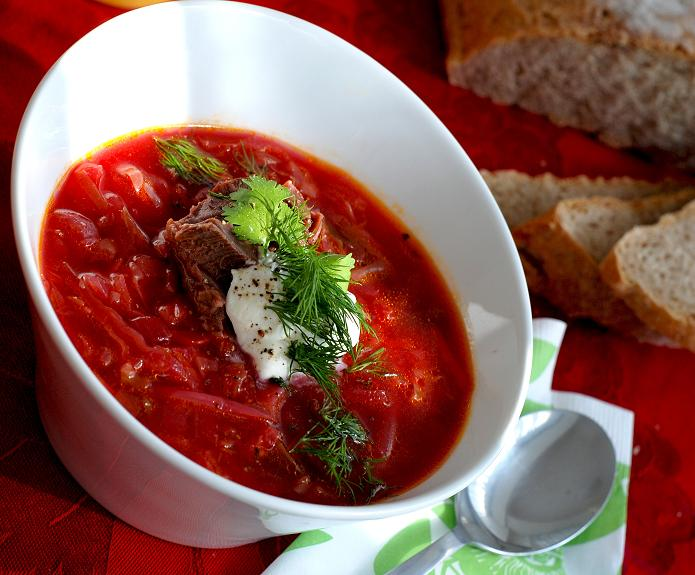